# Capsus ater

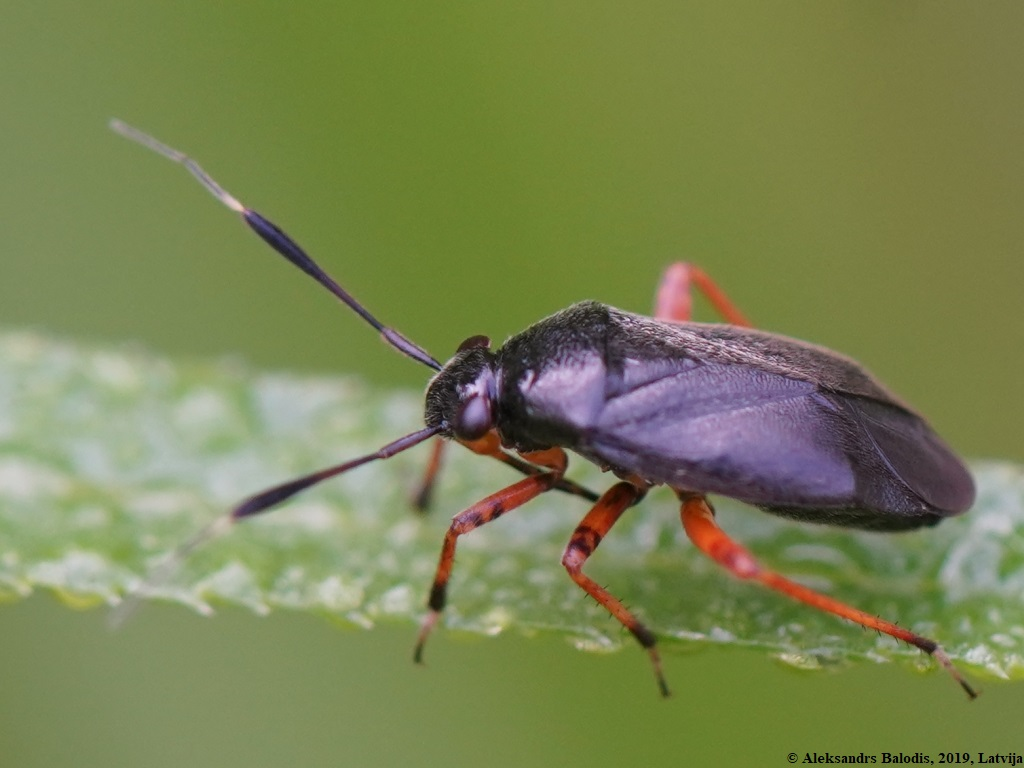
Männchen

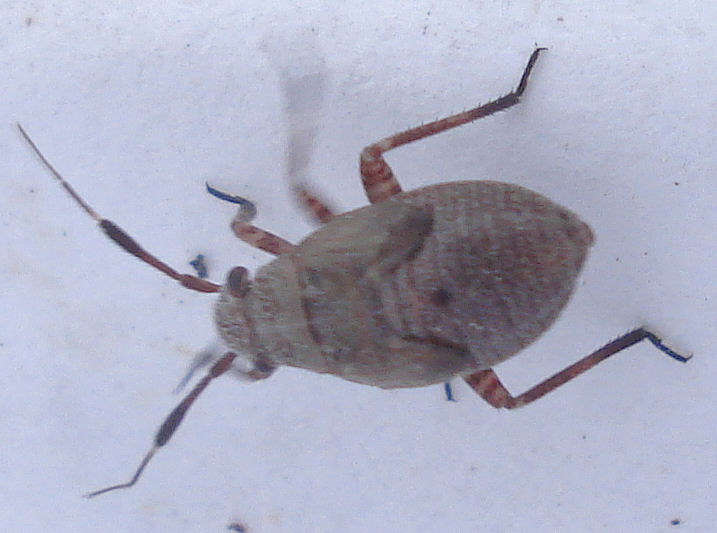
Nymphe

Capsus ater ist eine Wanzenart aus der Familie der Weichwanzen (Miridae).

## Merkmale
Die Wanzen werden 5,1 bis 6,3 Millimeter lang. Sie haben einen ziemlich oval geformten Körper mit schwarzen Hemielytren und einem zweiten Fühlerglied, das zur Spitze hin verdickt ist. Der breiteste Teil dieses Glieds ist mehr als doppelt so breit wie der schmalste Teil. Der Kopf und das Pronotum sind bei den Imagines variabel von rostbraun bis schwärzlich gefärbt. Bei den Nymphen sind sie violett-braun. Die Männchen sind ganz überwiegend schwarz gefärbt, Weibchen haben meist einen rötlichen Kopf und ein rötliches Pronotum.

## Vorkommen und Lebensraum
Die Art ist in ganz Europa bis in den nördlichen Mittelmeerraum und östlich über Kleinasien und den Kaukasus bis nach Sibirien verbreitet. Sie wurde durch den Menschen in Nordamerika eingeschleppt. In Deutschland und Österreich ist sie weit verbreitet und häufig.
Besiedelt werden trockene bis mäßig feuchte, offene bis halbschattige Lebensräume mit unterschiedlicher Bodenbeschaffenheit. Man findet die Art sowohl im Flachland als auch in montanen Lagen. In den Alpen steigt sie bis über 2000 Meter Seehöhe.

## Lebensweise
Die Wanzen leben an verschiedenen Süßgräsern (Poaceae) und scheinen dabei keine bestimmten Arten oder Gattungen vorzuziehen. Sie saugen sowohl an den Reproduktionsorganen als auch an den Halmen und dem Blattgewebe. Die Nymphen halten sich in der Regel an den tieferen Teilen der Pflanzen auf und werden deswegen beim Keschern mit dem Netz meist verfehlt. Die Nymphen kann man ab Ende April bis Mai beobachten, die adulten Wanzen ab Juni, selten auch schon im Mai, bis August. Die Weibchen legen ihre Eier im Juni und Juli in die hohlen Grashalme ab.

## Belege